# Berneuil-sur-Aisne
Berneuil-sur-Aisne ist eine französische Gemeinde mit 937 Einwohnern (Stand: 1. Januar 2022) im Département Oise in der Région Hauts-de-France. Sie gehört zum Arrondissement Compiègne und zum Kanton Compiègne-1.

## Geografie
Die Gemeinde Berneuil-sur-Aisne liegt an der Aisne, etwa 14 Kilometer ostnordöstlich von Compiègne. Umgeben wird Berneuil-sur-Aisne von den Nachbargemeinden Saint-Crépin-aux-Bois im Norden, Attichy im Osten, Couloisy im Südosten, Cuise-la-Motte im Süden, Trosly-Breuil im Süden und Südwesten sowie Rethondes im Westen.

## Bevölkerungsentwicklung
| Jahr      | 1962 | 1968 | 1975 | 1982 | 1990 | 1999 | 2006 | 2012 | 2021 |
| Einwohner | 662  | 697  | 700  | 811  | 875  | 922  | 989  | 1013 | 961  |

## Sehenswürdigkeiten

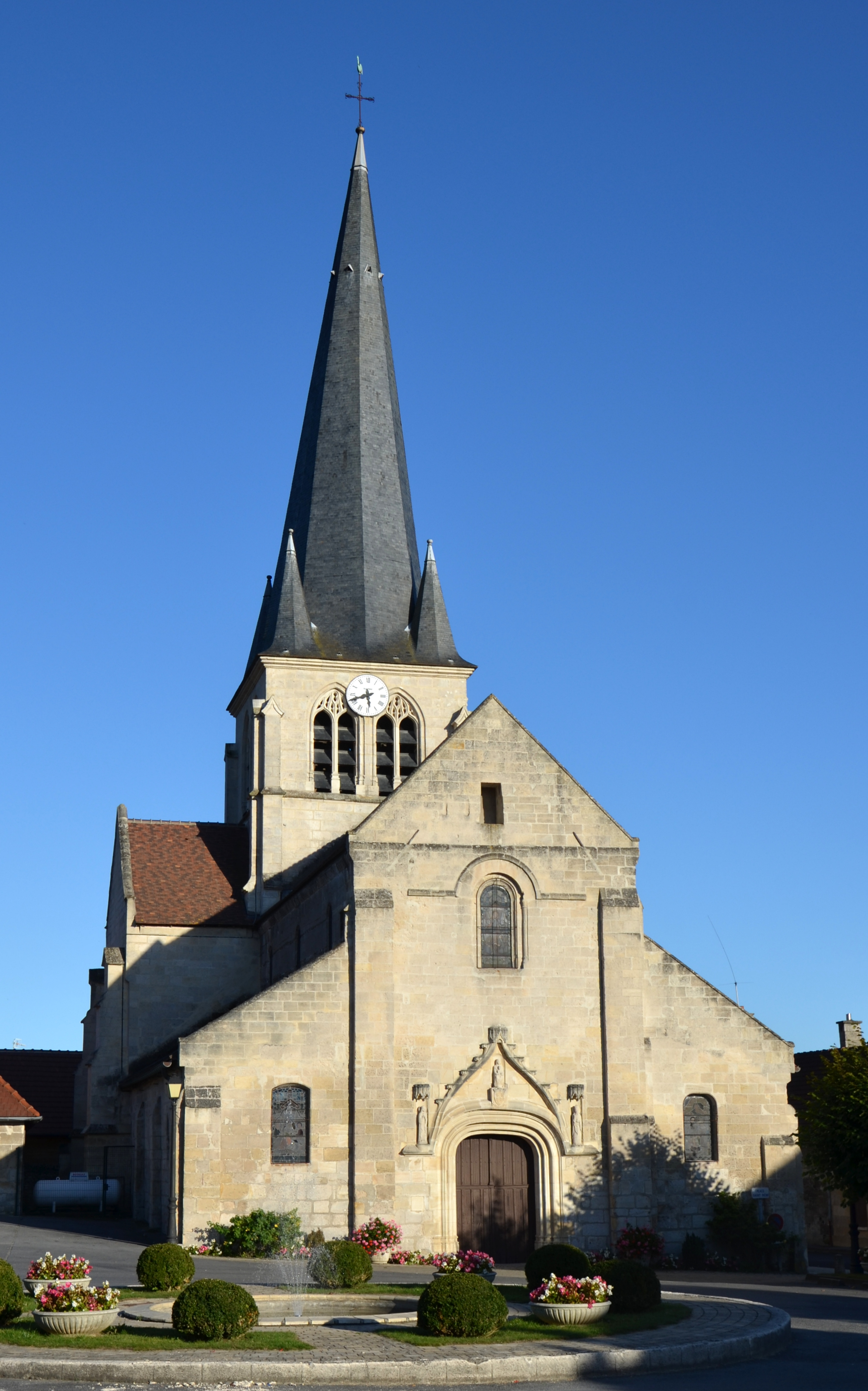
Kirche Saint-Rémy
- Schloss Berneuil-sur-Aisne
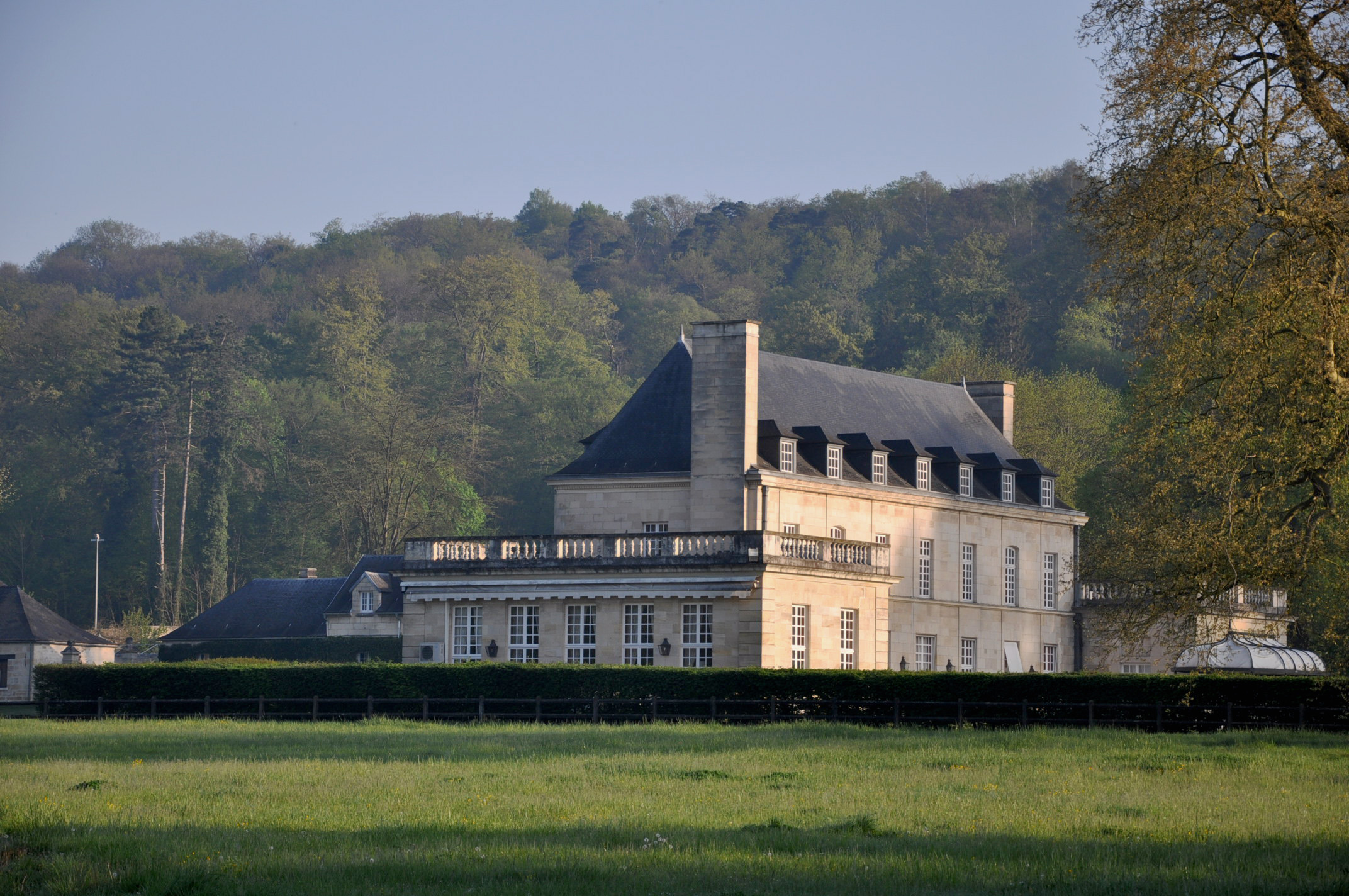
Schloss Sainte-Claire
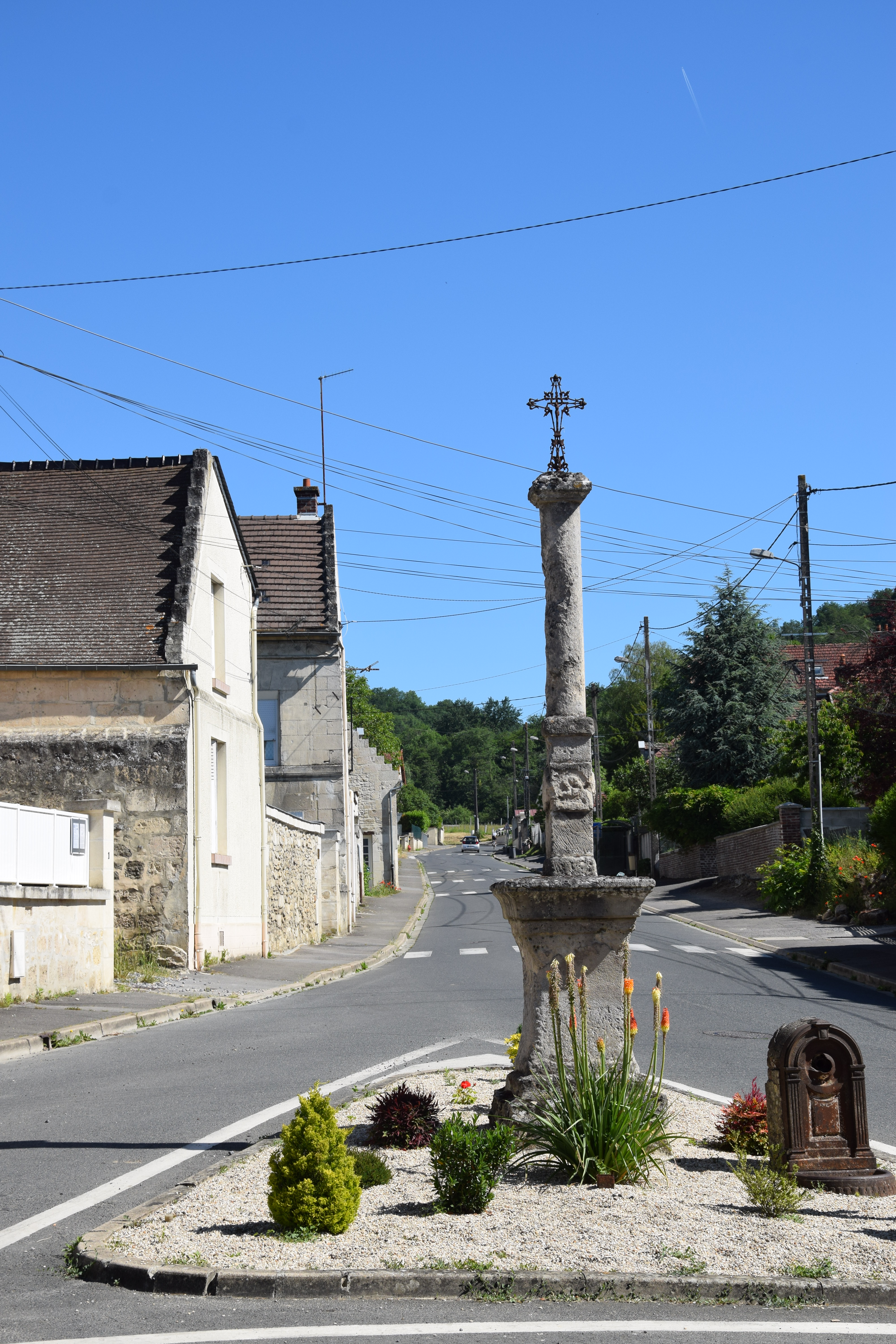
Brunnen-Calvaire
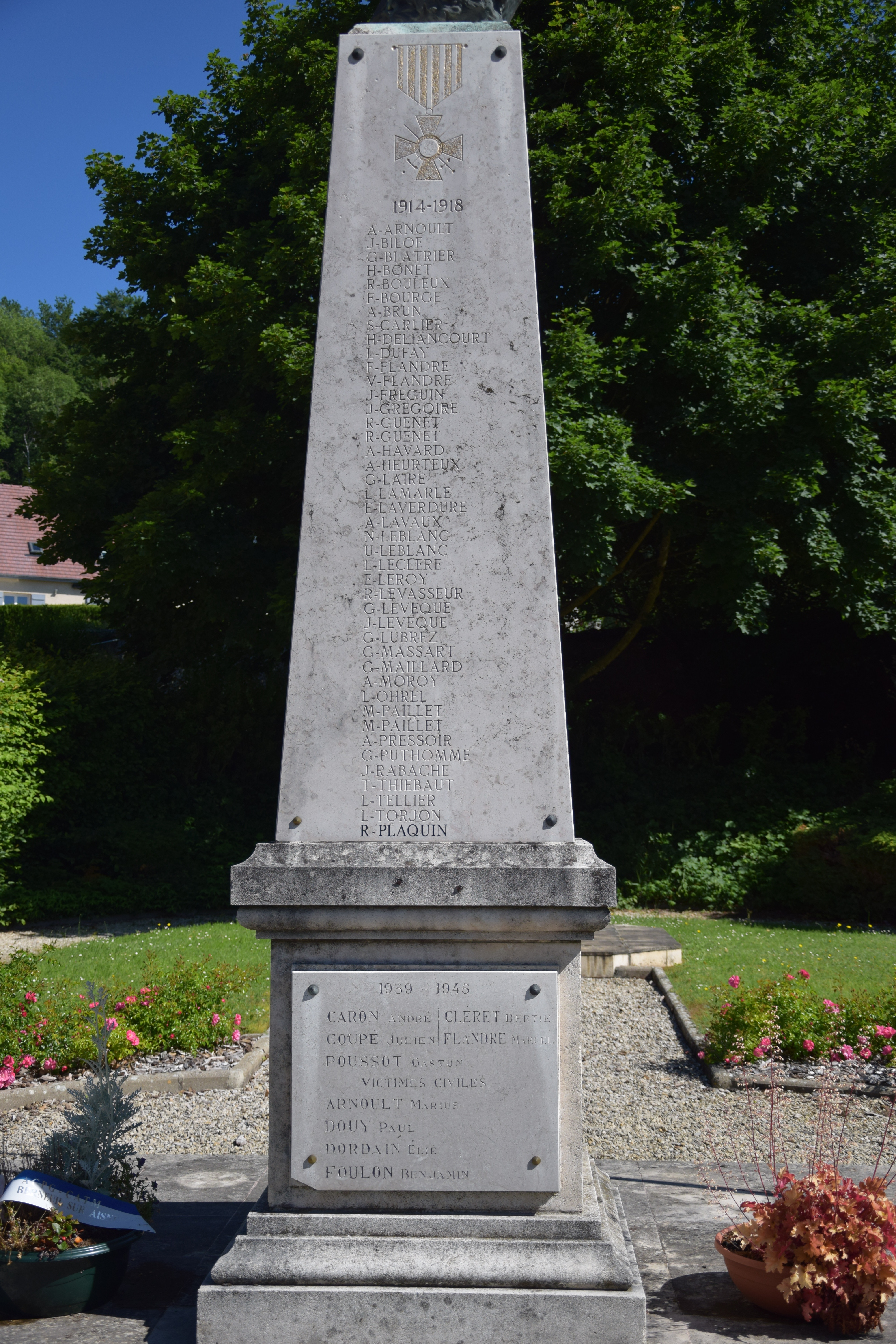
Gefallenendenkmal

- Kirche Saint-Rémy
- Schloss Sainte-Claire
- Brunnen-Calvaire
- Gefallenendenkmal